# Helicobasidium longisporum
Helicobasidium longisporum är en svampart som beskrevs av Wakef. 1917. Helicobasidium longisporum ingår i släktet Helicobasidium och familjen Helicobasidiaceae.   Inga underarter finns listade i Catalogue of Life.